# Hessenbol
Hessenbol ist ein mit Verordnung des Regierungspräsidiums Tübingen vom 29. Oktober 1986 ausgewiesenes Naturschutzgebiet mit der Nummer 4.135.

## Lage
Das Naturschutzgebiet befindet sich im Naturraum Südwestliches Albvorland. Es liegt etwa 600 Meter südöstlich des Hechinger Stadtteils Weilheim an einem langgestreckten Südosthang. Es ist Teil des FFH-Gebiets Nr. 7619-311 Gebiete zwischen Bisingen, Haigerloch und Rosenfeld.

## Schutzzweck
Laut Verordnung ist der Schutzzweck die Erhaltung eines Halbtrockenrasens, umgeben von artenreichem Heckenbewuchs, als reichhaltigen Ausgleichs- und Regenerationsraum mit vielen, zum Teil besonders geschützten und bedrohten Pflanzen- und Tierarten in einem Gebiet mit überwiegend landwirtschaftlich intensiv genutzten Flächen.

## Flora und Fauna
Neben der Kleinblütigen Rose und der Echten Kugelblume gedeihen auch einige Ragwurz- und Enzianarten. Die Hecken und Wiesen des Schutzgebiets bieten Brutplätze für bedrohte Vogelarten wie Braunkehlchen, Raubwürger und Neuntöter. 